# Atlapetes albiceps
El atlapetes cabeciblanco (Atlapetes albiceps), también denominado matorralero cabeciblanco y saltón de cabeza blanca, es una especie de ave paseriforme de la familia Passerellidae endémica del noroeste de Sudamérica. 

## Distribución y hábitat
Se encuentra únicamente en los bosques tropicales de Ecuador y el noroeste de Perú.